# 中川愛海
中川愛海（なかがわ あみ、1984年3月8日 - ）は、大阪府岸和田市出身、和歌山県育ちのタレント。
アワーソングスクリエイティブ所属。

## 人物・来歴
- 出身がデビュー当初は大阪府、近年は和歌山県になっていたが、現事務所移籍を期に、大阪府出身、和歌山県育ちと訂正された[1]。
- 趣味と特技は料理、グルメめぐり[1]。実家がたこ焼き屋を営んでいたため、たこ焼きを焼くのも得意である[2]。
- 現在は恵比寿にてたこ焼きくるりを経営している[2]。
- 食生活アドバイザー、フードコーディネート、フードアナリスト、調理師免許、着付けマスターを所持している[1]。
- ミスマガジン2001「ミス週刊少年マガジン賞」、「ミスデジタルガール賞」をダブル受賞し[3]、グラビアで活躍。2002年にはファイブスターガールにも選ばれた。
- グラビアで活動していた際は、「グラビアの時の水着は紐パンしか着用しない」と公言していた。
- 芸能人女子フットサルチーム「ミスマガジン」にも所属していた。
- 当初のグラビア活動時は本名の「中川愛海」名義であった。2007年の活動再開の頃には芸名を「中川あみ」としていたが、2010年1月1日のブログ記事にて「中川あみ→中川愛海に改める」と公表し、芸名を元に戻している[4]。
- 事務所所属歴：クィーンズアベニューアルファ（2000年 - 2003年）→松竹エンタテインメント（2005年 - 2006年）→（一時休業）→（2007年10月1日 - 2009年3月31日）→オフィスキイワード（2009年4月1日 - 2010年9月）
※2007年 - 2010年9月までは地元近畿地方で活動していたが、事務所移籍を期に再び東京に上京した。
現在はケイダッシュグループ アワーソングスクリエイティブに所属。

## 主な出演

### テレビ
- ぐるっと関西おひるまえ（NHK大阪） - リポーターとして2011年3月までレギュラー
- 八事ヒット総研2（2010年11月、中京テレビ）
- マルコポロリ!（2010年11月、関西テレビ）
- びっくり!カイシャ見学2（2010年11月、テレビ東京）
- キングオブチェアー（2010年12月、TBS）
- しりあい迎賓館（2010年12月、東海テレビ）
- 恋のダメ出しクリニック（2011年1月、東海テレビ）
- イチハチ（2011年3月、毎日放送）
- 水野真紀の魔法のレストラン（2011年4月、毎日放送）
- 釣りロマンを求めて（2011年5月、テレビ東京） - 準レギュラー
- 全開!女子力!!（2011年7月、EXエンタテイメント）
- 関ジャニの仕分け∞特別編（テレビ朝日）
- たべコレ（テレビ東京）
- 八事ヒット総研2（中京テレビ）
- テイバン.tv（BS朝日）
- 踊る!さんま御殿!!（日本テレビ）

### ドラマ
- さよなら、小津先生（2001年、フジテレビ） - 神田末旬 役
- 恐怖依存症（2006年、ネットシネマ.TV）
- FACE MAKER（2010年12月、読売テレビ）

### 映画
- バトル・ロワイアルII 鎮魂歌（2003年7月5日公開） - 女子09番 戸塚保奈美 役
- エヴァーガーデン（2022年11月21日公開）

### PV
- KICK THE CAN CREW「ONEWAY」

## リリース作品

### 写真集
- 「ひも☆コレ」（2002年10月30日発売、講談社）
- 「衝撃の美ヌード」デジタル写真集（2018年7月27日発売、講談社）

### DVD
- 「ミスマガジン2001・中川愛海」（2001年12月5日発売、バップ）
- 「Charmmy」（2002年11月20日発売、ポニーキャニオン）
- 「中川愛海 〜愛海人〜」（2018年11月20日発売、ラインコミュニケーションズ）